# شيلا روان
شيلا روان هي لاعبة كرة لينة كندية، ولدت في 22 أبريل 1940، وتوفيت في 2 أغسطس 2014.